# Вюртемберг-Гогенцоллерн
Вюртемберг-Гогенцоллерн (нім. Württemberg-Hohenzollern, фр. Würtemberg-Hohenzollern) — історична земля Західної Німеччини, створена в 1945 році як частина окупаційної зони Франції після Другої світової війни. Його столицею був Тюбінген. У 1952 році вона була об'єднана в новостворену землю Баден-Вюртемберг.

## Історія
Вюртемберг-Гогенцоллерн не слід плутати з більшим Гау з такою ж назвою, який був утворений на короткий час за часів Третього Рейху.
Вюртемберг-Гогенцоллерн складався з південної половини колишньої землі Вюртемберг і прусського адміністративного регіону Гогенцоллерн. Північна половина Вюртемберга стала частиною землі Вюртемберг-Баден під адміністрацією США. Поділ між північчю та півднем було встановлено таким чином, що автобан, що сполучає Карлсруе та Мюнхен (сьогодні A8), повністю містився в американській зоні.
18 травня 1947 року була прийнята нова конституція і обрано перший парламент Вюртемберга-Бадена. З утворенням Західної Німеччини 23 травня 1949 року Вюртемберг-Баден приєднався до федеральної республіки.

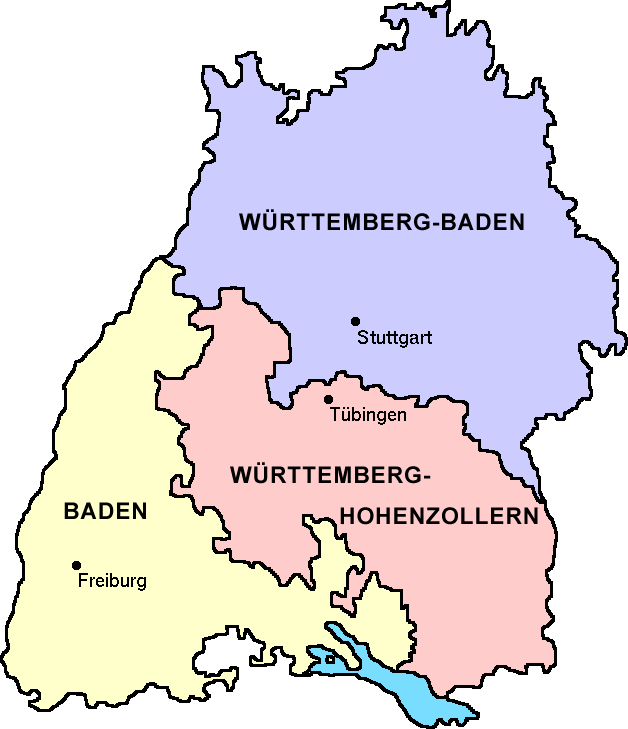
Три землі, які об'єдналися в Баден-Вюртемберг в 1952 році

24 вересня 1950 року в Вюртемберг-Гогенцоллерн, Вюртемберг-Баден і Баден відбулося голосування щодо злиття трьох земель. 16 грудня 1951 року відбувся публічний референдум. Усі три землі були об'єднані, і 25 квітня 1952 року була заснована сучасна німецька земля Баден-Вюртемберг.